# أفلام مصر العالمية
هي شركة إنتاج وتوزيع فني مصرية تأسست عام 1972.وهي شركة متخصصة في الإنتاج والتوزيع السينمائي والتلفزيوني والخدمات الإنتاجي

## التأسيس
تأسست شركة أفلام مصر العالمية Misr International Films (MIF) في مصر عام 1972، وقام بتأسيسها المخرج المصري الراحل يوسف شاهين، لتكون شركة إنتاج وتوزيع سينمائي. وذلك بهدف إنتاج أفلام تساهم في صناعة السينما المصرية بالإضافة إلى تمثيل مصر في المحافل والمهرجانات العالمية من خلال الأفلام التي تقوم بإنتاجها.

## الشركاء والإدارة
قام بالشراكة والإدارة لشركة أفلام مصر العالمية مع المخرج يوسف شاهين المنتج المصري جابي خوري منذ انضمامه للشركة عام عام 1990.

### الإدارة
يتكون مجلس إدارة شركة أفلام مصر العالمية من عدة أعضاء كل منهم له دور إداري وميداني، بالإضافة إلى مديرين ومسؤولين، وخيث تتكون إدارة الشركة مما يلي:
إيلي خوري: رئيس مجلس الإدارة.
جابي خوري: رئيس تنفيذي - شريك مدير.
مريان خوري: شريك - مدير.
رمزي خوري: نائب الرئيس التنفيذي.
نادين خوري: مدير برنامج.
ماجد يوسف: منتج فني.
مي حسام: مساعد منتج.
عمر أبو زيد: المدير المالي.
أشرف مصيلحي: مدير تشغيل- دور العرض.
ملك مقار: مديرة المشاريع والمهرجانات والفعاليات الخاصة.
يوسف الشاذلي: عضو منتدب «مشروع زاوية» للتوزيع ودور العرض.
ياسمين مختار: مدير تسويق وعلاقات عامة- مشروع زاوية.
نوارة شكري: مسؤول توزيع- مشروع زاوية.

## الأعمال الفنية
أنتجت شركة أفلام مصر العالمية العديد من الأعمال الفنية المختلفة، ما بين أفلام سينمائية وأفلام وثائقية تسجيلية ومسلسلات تليفزيونية لكبار المخرجين وبالتعاون مع شركات إنتاج مصرية ودولية، وهذه الأعمال هي:
| العمل الفني                   | التصنيف        | المخرج                     | سنة الإنتاج | الإنتاج المشترك                                 |
| العصفور                       | فيلم           | يوسف شاهين                 | 1972        | إنتاج مشترك مع شركة أونيستك                     |
| عودة الابن الضال              | فيلم           | يوسف شاهين                 | 1976        | إنتاج مشترك شركة الاونسيك (الجزائر)             |
| السقا مات                     | فيلم           | صلاح أبو سيف               | 1977        | إنتاج مشترك الشركة التونيسة السينمائية          |
| اسكندرية ليه                  | فيلم           | يوسف شاهين                 | 1978        |                                                 |
| شفيقة ومتولي                  | فيلم           | علي بدرخان                 | 1978        |                                                 |
| حدوتة مصرية                   | فيلم           | يوسف شاهين                 | 1982        |                                                 |
| الوداع يا بونابرت             | فيلم           | يوسف شاهين                 | 1984        |                                                 |
| اليوم السادس                  | فيلم           | يوسف شاهين                 | 1986        | ماريان خوري- Humbert Balsan, Jean-Pierre        |
| سرقات صيفية                   | فيلم           | يسري نصر الله              | 1988        |                                                 |
| إسكندرية كمان وكمان           | فيلم           | يوسف شاهين                 | 1989 [1990] | إنتاج مشترك Humbert Balsan                      |
| شحاتين ونبلاء (شحاذون ونبلاء) | فيلم           | أسماء البكري               | 1991        | ماريان خوري                                     |
| القاهرة منورة بأهلها          | فيلم وثائقي    | يوسف شاهين                 | 1991        | المركز القومي للسينما، Jean Mylonas             |
| أحلام صغيرة                   | فيلم           | خالد الحجر                 | 1993        | جابي خوري                                       |
| مرسيدس                        | فيلم           | يسري نصر الله              | 1993        |                                                 |
| المهاجر                       | فيلم           | يوسف شاهين                 | 1994        | إنتاج مشترك Humbert Balsan                      |
| صبيان وبنات                   | فيلم وثائقي    | يسري نصر الله              | 1995        |                                                 |
| حدوته شاهين (12 حلقة)         | فيلم وثائقي    | محمد شبل                   | 1995        |                                                 |
| المصير                        | فيلم           | يوسف شاهين                 | 1997        | إنتاج مشترك Humbert Balsan                      |
| عرق البلح                     | فيلم           | رضوان الكاشف               | 1998        |                                                 |
| كونشرتو في ضرب سعادة          | فيلم           | أسماء البكري               | 1998        |                                                 |
| الآخر                         | فيلم           | يوسف شاهين                 | 1999        | إنتاج مشترك Humbert Balsan                      |
| الابواب المغلقة               | فيلم           | عاطف حتاتة                 | 1999        | شركة ميديان                                     |
| زمن لورا                      | فيلم           | ماريان خوري                | 1999        |                                                 |
| العاصفة                       | فيلم           | خالد يوسف                  | 2000        | اتحاد الإذاعة والتليفزيون                       |
| المدينة                       | فيلم           | يسري نصر الله              | 2000        |                                                 |
| سكوت ح نصور                   | فيلم           | يوسف شاهين                 | 2001        | الشركة المصرية لمدينة الإنتاج الإعلامي          |
| عاشقات السينما (جزءان)        | فيلم وثائقي    | ماريان خوري                | 2002        |                                                 |
| سيدة القصر                    | فيلم وثائقي    | سمير حبشي                  | 2003        |                                                 |
| أرض النساء                    | فيلم وثائقي    | جون شمعون                  | 2003        | Humbert Balsan                                  |
| اسطورة روزاليوسف              | فيلم وثائقي    | محمد كامل القليوبي         | 2003        | Humbert Balsan                                  |
| المرأة شجاعة                  | فيلم وثائقي    | أمين راشدي                 | 2003        | أونيون بيكتسرز، زنتروبا، إخوان شفيق فتح الله    |
| اسكندرية نيو يورك             | فيلم           | يوسف شاهين                 | 2004        | إنتاج مشترك Humbert BalsanK، جهاز السينما       |
| دموع الشيخات                  | فيلم وثائقي    | علي الصافي                 | 2004        |                                                 |
| عندما تغني المرأة             | فيلم وثائقي    | ماريان خوري                | 2004        |                                                 |
| فاما... بطولة بلا مجد         | فيلم وثائقي    | دليلا الناظر               | 2004        |                                                 |
| حكايات الراي                  | فيلم وثائقي    | أمين راشدي، مادلين فيرشفلت | 2004        |                                                 |
| دردشة نسائية                  | فيلم وثائقي    | هالة جلال                  | 2004        |                                                 |
| على خطى النسيان               | فيلم وثائقي    | رجاء عماري                 | 2004        |                                                 |
| هي فوضى                       | فيلم           | يوسف شاهين- خالد يوسف      | 2007        | روتانا ستوديوز                                  |
| جنينة الأسماك                 | فيلم           | يسري نصر الله              | 2008        | روتانا للإنتاج السينمائي                        |
| شاهين ليه                     | فيلم وثائقي    | منى غندور                  | 2009        |                                                 |
| ظلال                          | فيلم وثائقي    | ماريان خوري، مصطفى حسناوي  | 2010        |                                                 |
| ستو زاد، أول عشق              | فيلم وثائقي    | هبة يسري                   | 2011        |                                                 |
| دوران شبرا                    | مسلسل تلفزيوني | خالد الحجر                 | 2011        | BBC (WSD)،                                      |
| بنت اسمها ذات                 | مسلسل تلفزيوني | كاملة أبو ذكري، خيري بشارة | 2013        | BBC (WSD)،                                      |
| جاي الزمان                    | فيلم وثائقي    | دينا حمزة                  | 2015        |                                                 |
| حرام الجسد                    | فيلم           | خالد الحجر                 | 2016        |                                                 |
| الفلوس                        | فيلم           | سعيد الماروق               | 2019        | نيو سينشري للانتاج، الكوت للإنتاج               |
| احكيلي                        | فيلم وثائقي    | ماريان خوري                | 2019        |                                                 |
| الغسالة                       | فيلم           | عصام عبد الحميد            | 2020        | روتانا ستوديوز، نيو سينشري للانتاج، سينرجي فيلم |
| موسى                          | فيلم           | بيتر ميمي                  | 2021        | يو سينشري للانتاج، سينرجي فيلم                  |
| ماما حامل                     | فيلم           | محمود كريم                 | 2021        |                                                 |
| وقفة رجالة                    | فيلم           | أحمد الجندي                | 2021        | ماجيك بينز، سينرجي فيلم، نيو سينشري             |
| واحد تاني                     | فيلم           | محمد شاكر خضير             | 2022        | ماجيك بينز، سينرجي فيلم، أفلام أوسكار           |

## الخدمات الإنتاجية
تقوم شركة أفلام مصر العالمية بتقديم الخدمات الخاصة بالإنتاج السينمائي للشركات العالمية التي تستهدف التصوير داخل مصر، تتمثل هذه الخدمات على سبيل المثال إعداد السيناريو، إجراء المعاينات الخاصة بأماكن التصوير، إعداد الكاستينج (الممثلين)، إعداد الميزانيات الخاصة بالعمل، توفير وتأجير المعدات والاستديوهات الخاصة بالتصوير، استخراج التصاريح الأمنية، بالإضافة الي تقديم خدمات ما بعد التصوير.
ومن الأعمال التي قدمت شركة أفلام مصر العالمية بتقديم الخدمات الإنتاجية لها الجزء الثاني من فيلم Transporter 2 للمخرج Louis Leterrier
Les aventures extraordinaires d'Adèle Blanc-Sec للمخرج Luc Besson 

## مشروع زاوية
يعتبر مشروع زاوية مشروع للسينما المستقلة بهدف تشجيع ودعم المخرجين الناشئين سواء في مصر أو المنطقة العربية وتوفير بديل ثقافي لتجربة السينما للجمهور الذي يبحث عن مشاهدة أعمال محلية وعالمية مستقلة، كما انها تدعم الأعمال المسرحية المستقلة. كما توفر زاوية دور عرض لعرض لتوفير الافلام المستقلة للجمهور بهدف نشر ثقافة السينما المستقلة الغير هادفة للربح.  تم إطلاق سينما زاوية عام 2014 وهي دور عرض مخصصة للأفلام الغير هادفة للربح من جميع أنحاء العالم.
في عام 2015 قامت زاوية بالتوزيع الخاص بها من خلال إنشاء Zawya Distribution  وذلك بهدف توفير توزيع بديل للقضاء على الفجوة بين الأفلام الخاصة ببيت الفن والجمهور. وتقوم Zawya Distribution على منح مدة صلاحية طويلة الافلام بالإضافة الي توفير عرضها من خلال وسائل العرض المختلفة مثل القنوات التليفزيونية والمنصات وغيرها من أشكال التوزيع الأخرى بالإضافة إلى الاصدارات غير التجارية.
أطلقت زاوية العديد من الدور العرض الخاصة بها بداية من تشغيل شاشة واحدة في سينما أوديون بوسط البلد في القاهرة حتى أصبحت تعرض داخل سينما كريم بشارع عماد الدين بوسط البلد باستيعاب 387 مقعد بواقع شاشتين عرض بسعة إجمالية.
كما يوجد العديد من دور العرض الأخرى داخل مصر في بجانب سينما زاوية بسينما كريم وسينما أوديون وهم سينما راديو، سينما امير، سينما الزمالك، سينما دنيا.